# Трифонов, Иван Яковлевич
Иван Яковлевич Трифонов (9 февраля 1918 —?) — историк и профессор. Участник Великой Отечественной войны.

## Биография
Иван Яковлевич Трифонов в 1918 году в Вологодской области. В 1938 году окончил исторический факультет Ленинградского государственного университета. Участвовал в войне с Финляндией. Когда началась Великая Отечественная война, воевал на Ленинградском фронте. В 1942 году стал членом КПСС. С 1948 по 1956 год был старшим преподавателем на кафедре истории СССР в ЛГУ. В 1948 году защитил кандидатскую диссертацию. В 1961 году был утверждён в звании доцента. В 1964 году защитил докторскую диссертацию. В1967 году получил звание профессора. В 1979 году был уволен по инвалидности.
Научные труды Трифонова были посвящены истории классовой борьбы в СССР в 1920-е годы, он также занимался изучением роли В. И. Ленина в истории классовой борьбы в СССР.

## Основные работы
- Сменовеховство и борьба с ним: Тезисы дис. на соискание учен. степени кандидата ист. наук. Л., 1948.;
- Очерки истории классовой борьбы в СССР в годы НЭПа. (1921-1937). М., 1960.;
- Классы и классовая борьба в СССР в начале нэпа: Автореферат дис. на соискание учен. степени доктора ист. наук. Л., 1964.;
- Классы и классовая борьба в СССР в начале НЭПа. (1921-1923 гг.) : Ч. 1. Л., 1964.;
- В.И. Ленин и борьба с буржуазной идеологией в начале НЭПА. М., 1969.;
- Ликвидация эксплуататорских классов в СССР. М., 1975.

## Награды
- Орден Красной Звезды;
- Медаль «За оборону Ленинграда»;
- Медаль «За победу над Германией в Великой Отечественной войне 1941—1945 гг.».